# 宇佐美典也
宇佐美 典也（うさみ のりや、1981年10月15日 - ）は、日本の制度アナリスト、作家、タレント。
この他“コンサルタント” “浪人” “元経産省官僚” “さすらいの元官僚フリーランス”など複数の肩書を使用する。

## 経歴
父は、大洗パークホテル専務取締役、国際連合世界食糧計画特別顧問、一橋大学・青山学院大学客員教授等を歴任した多摩大学名誉教授の宇佐美洋。
港区立青南小学校、暁星中学校・高等学校を経て、東京大学経済学部を卒業。2005年に経済産業省入省。企業立地促進政策、農商工連携政策、技術関連法制の見直しを担当したのち、新エネルギー・産業技術総合開発機構（NEDO）にて電機・IT分野の国家プロジェクト立案およびマネジメントを担当。
東日本大震災を契機に「思うところあって」、2012年9月に経済産業省を退職。在職中より「三十路の官僚ブログ」（退職後は「うさみのりやのブログ」）を執筆しており、2012年12月には同ブログでBLOGOS AWARD新人賞を受賞。
その後、元官僚の経験を活かし、『30歳キャリア官僚が最後にどうしても伝えたいこと』、『肩書き捨てたら地獄だった』を出版。コメンテーターとしてメディア出演も行う。
2013年から岡山県立大学客員准教授（地域共同研究・産業政策）。
2022年6月に開始された、AV出演被害防止・救済法の執行停止および改正を呼び掛ける署名運動「AV新法執行停止の署名活動に御協力ください！」の発起人である。

## 人物
- 日本再生可能エネルギー事業者協議会（JSEC）理事などの経験から再生エネルギー分野に造詣が深い[要出典]。
- 官僚退職後は一週間を1000円で過ごした経験もあるという[13]。
- 2015年にはフットサル中にアキレス腱を断裂。車いす、松葉づえ生活を経験したことでバリアフリーの大切さを身をもって味わった[14]。

## 著書
- 30歳キャリア官僚が最後にどうしても伝えたいこと（2012年9月28日、ダイヤモンド社）
- 肩書き捨てたら地獄だった　―挫折した元官僚が教える「頼れない」時代の働き方― (中公新書ラクレ)（2014年12月17日、中央公論新社）
- 逃げられない世代　―日本型「先送り」システムの限界―（新潮新書）（2018年6月22日、新潮社）
- パチンコ利権　―瀕死の業界に未来はあるのか?―（2019年2月27日、ワニブックス）
- 菅政権　―東大話法とやってる感政治―（2021年3月25日、星海社）
- 電力危機（2023年2月22日、星海社）[15]

## 出演

### テレビ
- ニノさん（2014年4月13日、日本テレビ）
- 嵐にしやがれ（2015年、日本テレビ）
- じっくり聞いタロウ（2017年4月17日、テレビ東京）
- ジョブチューン（2018年6月2日、TBS）
- モーニングCROSS（TOKYO MX）コメンテーター
- newsおかえり（2022年4月 - 、朝日放送） スタジオパネラー（隔週木曜日に出演）

### ウェブテレビ
- ABEMA Prime（ABEMA）コメンテーター

### ラジオ
- ONE MORNING（TOKYO-FM）水曜レギュラー